# Tynelle Gumbs
Tynelle Gumbs (* 27. September 1998 in Puerto Rico) ist eine Hammerwerferin von den Britischen Jungferninseln, die auch im Kugelstoßen und im Diskuswurf sowie im Speerwurf an den Start geht.

## Sportliche Laufbahn
Erste internationale Erfahrungen sammelte Tynelle Gumbs bei den Panamerikanischen Juniorenmeisterschaften 2013 in Medellín, bei denen sie mit 30,82 m den 13. Platz im Diskuswurf belegte und mit 33,80 m 15. im Speerwurf wurde. Im Jahr darauf gewann sie bei den CARIFTA-Games in Fort-de-France mit einer Weite von 40,45 m die Bronzemedaille im Diskuswurf und wurde Fünfte im Speerwurf und Sechste im Kugelstoßen. Im Jahr darauf belegte sie bei den Spielen in Basseterre die Plätze sechs und zwei Mal Platz sieben. Anschließend erreichte sie bei den Panamerikanischen Juniorenmeisterschaften in Edmonton mit 43,80 m Rang sechs mit dem Diskus. 2016 wurde sie bei den U23-NACAC-Meisterschaften in San Salvador mit 53,80 m Fünften im Hammerwurf sowie mit 47,51 m Sechste im Diskuswurf.
2018 nahm sie erstmals an den Commonwealth Games im australischen Gold Coast teil und erreichte dort mit neuem Landesrekord von  60,97 m den siebten Platz im Hammerwurf und belegte mit einem Wurf auf 47,04 m den neunten Rang mit dem Diskus. Bei den Zentralamerika- und Karibikspielen in Barranquilla wurde sie Fünfte mit dem Hammer sowie Zehnte im Diskuswurf. Anschließend wurde sie bei den NACAC-Meisterschaften in Toronto mit 58,78 m Vierte im Hammerwurf.

## Persönliche Bestleistungen
- Kugelstoßen: 15,23 m, 1. Juli 2017 in St. George’s (Landesrekord)
  - Kugelstoßen (Halle): 14,57 m, 9. Februar 2018 in Allendale
- Diskuswurf: 51,43 m, 22. April 2017 in Ada (Landesrekord)
- Hammerwurf: 60,97 m, 10. April 2019 in Gold Coast (Landesrekord)
- Speerwurf: 40,12 m, 14. Juni 2015 in Basseterre